# 坡头乡 (建水县)
坡头乡，是中华人民共和国云南省红河哈尼族彝族自治州建水县下辖的一个乡镇级行政单位。

## 行政区划
坡头乡下辖以下地区：
坡头村、渣腊村、阿西冲村、太平村、西底村、白显村、大石洞村、回元村、回新村、白沙水村和阿土村。